# Lorraine S. Symington
Lorraine S. Symington (* 1958) ist eine US-amerikanische Zellbiologin und Genetikerin an der Columbia University.
Symington erwarb an der University of Sussex einen Bachelor in Biologie und bei David Sherrat an der University of Glasgow einen Ph.D. in Genetik mit dem Titel Transposon-encoded site-specific recombination. Als Postdoktorandin arbeitete sie bei Richard Kolodner an der Harvard University und 1988 bei Thomas D. Petes an der University of Chicago. Seit 1988 gehört sie zum Lehrkörper der Columbia University. Hier ist sie (Stand 2020) Harold S. Ginsberg Professor and Director of Graduate Studies of Microbiology & Immunology.
Symington befasst sich mit der Genetik und Biochemie der DNA-Rekombination und DNA-Reparatur bei dem Hefepilz Saccharomyces cerevisiae und mit der Bedeutung dieser Mechanismen für die Entstehung von Krebs beim Menschen.
Lorraine Symington hat laut Datenbank Scopus einen h-Index von 50 (Juli 2024).

## Auszeichnungen (Auswahl)
- 2009 Fellow der American Association for the Advancement of Science
- 2014 Mendel Lecture der Masaryk-Universität[2]
- 2018 Mitglied der American Academy of Arts and Sciences[3]
- 2020 Mitglied der National Academy of Sciences[4]
- 2024 Mitglied der Royal Society